# NGC 7500
NGC 7500 је лентикуларна галаксија у сазвежђу Пегаз која се налази на NGC листи објеката дубоког неба.
Деклинација објекта је + 11° 0' 46" а ректасцензија 23h 10m 29,7s. Привидна величина (магнитуда) објекта NGC 7500 износи 13,6 а фотографска магнитуда 14,6. NGC 7500 је још познат и под ознакама UGC 12399, MCG 2-59-4, CGCG 431-8, NPM1G +10.0579, PGC 70620.